# Hellmut Eckhardt
Hellmut Eckhardt (* 12. April 1896; † 14. November 1980) war ein deutscher Orthopäde und Eugeniker.

## Leben und Wirken
Eckhardt studierte Medizin und promovierte 1921 an der Universität Hamburg. Als Schüler von Konrad Biesalski absolvierte er eine Ausbildung zum Facharzt für Orthopädie. Er arbeitete als Oberarzt an Biesalskis Oskar-Helene-Heim in Berlin und übernahm 1926 die Geschäftsführung der Deutschen Vereinigung für Krüppelfürsorge. 1927 richtete er im Dachgeschoss des Oskar-Helene-Heims ein „Museum für Krüppelfürsorge“ ein, das dem Publikum (angebliche) Erbgänge körperlicher Behinderungen bildhaft vermittelte. Nach Biesalskis Tod nahm er dessen Position im Beratergremium der „Arbeitsgemeinschaft sozialhygienischer Reichsfachverbände“ ein.
Ab 1933 war Eckhardt Geschäftsführer der „Reichsarbeitsgemeinschaft zur Bekämpfung des Krüppeltums“. Seine Karriere war eng mit der Machtübernahme und der Herrschaft der Nationalsozialisten verbunden. Nach dem Erlass des „Gesetzes zur Verhütung erbkranken Nachwuchses“ war Eckhardt prominent beteiligt an der Erarbeitung von Kriterien für die Zwangssterilisation körperlich Behinderter. Er war Autor des Kapitels zu den [k]örperliche[n] Missbildungen in Arthur Gütts grundlegendem Handbuch der Erbkrankheiten (1940). In seinem mit Berthold Ostertag herausgegebenen Standardwerk Körperliche Erbkrankheiten (1940) nannte er verschiedene körperliche Behinderungen als Indikationen der Zwangssterilisation, die er selbst noch 1933 als eindeutig nicht vererbbar bezeichnet hatte.
Nach Kriegsende praktizierte Eckhardt als Orthopäde in Wernigerode. 1952 wurde er zum Leiter der dortigen Poliklinik ernannt. 1955 gründete er in den Gebäuden eines alten Kindererholungsheims eine Heilstätte für konservative Orthopädie, aus der später das Rehabilitationszentrum Oehrenfeld hervorging. Zu seinem 70. Geburtstag 1966 ernannte ihn die Deutsche Gesellschaft für Orthopädie und Orthopädische Chirurgie zu ihrem Ehrenmitglied.
Eckhardt war Mitherausgeber der Zeitschrift für Krüppelfürsorge und der Zeitschrift für Orthopädie und ihre Grenzgebiete.

## Schriften (Auswahl)
- Die Radialislähmung, die durch sie bedingte Erwerbsunfähigkeit und deren Aufbesserung durch die verschiedenen Operationsmethoden im Besonderen der Transplantationsmethode nach Sudeck. Dissertation, Universität Hamburg, 1921. Auszug: Die Radialislähmung im Versorgungswesen. In: Deutsche Zeitschrift für Chirurgie. Bd. 158, H. 1/2, September 1920, S. 137–140, DOI:10.1007/BF02796981.
- Statistische Untersuchungen. In: Zeitschrift für orthopädische Chirurgie. Bd. 52 (1930), S. 547–561.
- Erbliche körperliche Missbildungen und das Gesetz zur Verhütung erbkranken Nachwuchses. In: Klinische Wochenschrift. Bd. 12, H. 40, Oktober 1933, S. 1575–1577, DOI:10.1007/BF01765684.
- mit Richard Bieling und Hans Schlossberger: Die Bekämpfung der epidemischen Poliomyelitis mit Rekonvaleszentenserum. Behringwerke, I. G. Farbenindustrie A. G., Leverkusen o. J. (ca. 1934).
- Die Körperanlage des Kindes und ihre Entwicklung. Ziel und Weg einer biologischen Körpererziehung. Enke, Stuttgart 1935.
- Das verkrüppelte Kind. In: Martin Löpelmann (Hrsg.):  Wege und Ziele der Kindererziehung unserer Zeit. Hesse & Becker, Leipzig o. J. (ca. 1936), S. 250–255.
- Körperliche Missbildungen. In: Arthur Gütt (Hrsg.): Handbuch der Erbkrankheiten. Band 6, Thieme, Leipzig 1940.
- hrsg. mit Berthold Ostertag: Körperliche Erbkrankheiten. Ihre Pathologie und Differentialdiagnose. Ein Leitfaden für Studierende und Ärzte mit besonderer Berücksichtigung der praktischen Erbpflege. Barth, Leipzig 1940.